# Viktóriya Savenko
Viktóriya Savenko –en ruso, Виктория Савенко– (28 de mayo de 1988) es una deportista rusa que compitió en halterofilia. Ganó una medalla de bronce en el Campeonato Europeo de Halterofilia de 2012, en la categoría de 69 kg.

## Palmarés internacional
| Campeonato Europeo | Campeonato Europeo | Campeonato Europeo | Campeonato Europeo |
| Año                | Lugar              | Medalla            | Categoría          |
| ------------------ | ------------------ | ------------------ | ------------------ |
| 2012               | Antalya (Turquía)  | Medalla de bronce  | 69 kg              |